# Ed Flanagan
Ed Flanagan (San Bernardino, 23 de febrero de 1944-Altoona, 10 de mayo de 2023) fue un jugador de fútbol americano estadounidense, que jugó en la posición de centro durante doce temporadas con dos equipos en la NFL y apareció en cuatro ediciones del Pro Bowl.

## Carrera

### Universitario
Jugó para los Purdue Boilermakers de 1962 a 1964, en donde se desempeñó tanto en la línea ofensiva como de linebacker en la defensiva, pero en su último año jugó de centro, siendo elegido como el segundo mejor centro de la Big Ten Conference en 1964, y jugó el Blue-Gray Game y el Senior Bowl en ese año.

### Profesional
Fue elegido en la posición 64 de la quinta ronda del Draft de 1965 por los Detroit Lions, en donde tuvo un salario de $2000 mensuales más $12 000 en bonificaciones, por lo que durante el periodo de descanso de la liga pasaría entre vender chatarra en los depósitos de automóviles, agente de bienes raíces y vendedor de cerveza.
Fue el centro titular de los Lions los siguientes 10 años, teniendo 139 partidos como titular, de los cuales 129 fueron de manera consecutiva y sería elegido al Pro Bowl en cuatro ocasiones entre 1969 y 1973, además de integrar el segundo equipo de la NFL en 1969 y 1970. En esos años desarrolló una rivalidad con el linebacker de los Chicago Bears Dick Butkus, en donde se insultaban mutuamente.
En mayo de 1975 pasó a jugar con los San Diego Chargers, comentando que estaba feliz de regresar a su estado natal, aunque dijo también que dejó a los Lions en buenos términos. Fue el centro titular de los Chargers de 1975 a 1976. En julio de 1977 fue traspasado a Los Angeles Rams, pero en septiembre del mismo año fue puesto en la lista de waivers antes de iniciar la temporada. Se retiró en ese año.

## Tras el retiro
En 1984, fue contratado como entrenador de línea ofensiva de los Oakland Invaders de la United States Football League. En 1985 pasó a ser el entrenador de línea ofensiva de los Arizona Rattlers de la Arena Football League.
En 2013 fue entrenador asistente de los Cedar Rapids Titans de la Indoor Football League.

## Muerte
Flanagan fue hospitalizado en Altoona, Pensilvania por problemas cardíacos el 8 de mayo de 2023 y falleció dos días después a los 79 años.